# 仙劍奇俠傳三外傳·問情篇
《仙剑奇侠传三外传·问情篇》是大宇资讯旗下上海软星制作的一款角色扮演游戏。本作是仙剑奇侠传系列的第四部作品，起着承上启下的作用，於2004年发行。主題為「問情」。

## 剧情
由於未知的原因，蜀山仙境开始崩坏，掌门徐长卿命南宫煌寻找清冷真人并取得丢失多年的蜀山密宝五灵轮，由此南宫煌展开了一系列奇妙的地脉之旅。南宫煌也由此结识了温慧、王蓬絮、星璇、雷元戈等几位好友，更发现在这灾难背后，居然隐藏着不为人知的创始天道与宿命悲情……

仙三外传的剧情在仙劍系列中的主要作用，是連接仙三和仙一的剧情。在外传中，仙三的主角及仙一的重要角色都有在主线或分支中客串。

### 劇情年代
設定為《仙劍奇俠傳三》18年後、《仙劍奇俠傳》32年前、《仙劍奇俠傳二》40年前。

### 人物
此作中主要角色名字来源于星宿。
- 南宫煌

仙三外傳的第一男主角，養父是蜀山弟子常紀，生父是妖族的赤炎，生母是人類絲緞，因此他的血统半人半妖。从小成长在蜀山的南宮煌平日里玩世不恭，不务正业，號稱降妖捉怪，作法驅邪，看相批命，五行八卦，無一不精，無一不曉。但其實十算九不準，經常馬後炮。為人圓滑，喜歡調侃，腦筋聰明，生性隨便，沒什麼執著的東西。對各種旁門左道甚為精通。常常以蜀山弟子的身分招搖撞騙。對感情一事全無概念，和溫慧之間更像是同性的夥伴。希望能入蜀山門下。
- 溫慧

仙三外傳的女主角之一，父親鎮北王，母親是相國千金（閨名蕙卿）。被迫和親而離家出走，強勢而粗線條的少女，力氣驚人。性格爽朗大方，如同男子，極富正義感，面對任何事情都充滿勇氣。天生怪力，對細緻的工作感到不耐煩，喜歡以蠻力解決事情。擁有洞冥寶鏡。長武短文，字醜並且常常發音錯誤。
- 王蓬絮

仙三外傳的女主角之一，實際是五毒獸（呈仙獸狀態時被南宮煌與溫慧稱為“小桃子”）。敏感而神經質的女生，會讀心術，善解人意，但有點自卑，喜歡吃醋，且嗜好美食；心情好時溫柔體貼，心情不好時也會變得十分兇暴。掌握讀心術，善於交際應酬。很在意自己的身材不夠豐滿，痛恨別人提起這點。
- 星璇

仙三外傳的男主角之一，里蜀山妖界之主燎日養子，身為少主，受到眾妖的尊重，其本身也頗具上位者的氣質與才幹。其生父是赤炎，生母絲緞，弟弟是南宮煌。身體其實是生父赤炎的屍身，用不完整的身合法術強把靈魂與肉體結合，用毒防腐。為人性格冷傲，意志堅定。喜愛并擅長烹飪，卻因為身體的緣故，無法領略食物的美味。
- 雷元戈

仙三外傳的男主角之一，其實是位鬼吏；口不能言，會腹語，有時日常說話會喚出三隻小型召喚獸“風”、“雅”、“頌”代勞，但也常常與它們爭吵。極端吝嗇，對任何物件都很珍惜，有燒紙錢的習慣。性格有些陰沉，他人交談時在一旁偶爾冒出兩句冷笑話。

## 开发
游戏沿用了《仙剑奇侠传三》的3D游戏引擎，因此游戏的画面多半物体都是用四或六面体组成的。至於色彩的运用，外传延续了仙三的浓墨渲染。而且相对于仙三来说，颜色的运用更为讲究，每个场景都有一个主题色调，迷宫中的敌人也被摆设得更加妥当，从而突出游戏的整体性。

### 音乐
游戏中沿用了一部分仙三中的音乐。当然外传本身也有不少原创。像仙三一样，这些原创包括主角们的主题曲和变奏，结局背景乐，以及游戏的主题曲。
外传主题曲《挥剑问情》的真人演唱版本，由駱集益作曲，賈卓倫作詞，蕭人鳳演唱。这是仙剑系列中第一首专门为仙剑而写的原声人唱，也是仙剑系列第一次正式地使用这种方式的主题曲。但是这首曲子并没有运用於游戏《問情篇》当中，而是作为周边收录在《問情篇》豪华版赠送的音樂原聲CD中。另外，这首歌另有MV(音樂影片)，收录在外传官网的下载区裡，音樂長度為原曲一半。2007年，《仙剑问情》在《仙剑奇侠传四》被用為“琴姬”剧情的背景音乐。

## 评价
《问情篇》因遊戲迷宮難度甚高，網上有謔稱「問路篇」。

### 获奖纪录
- 2004年中國十大最受歡迎單機遊戲
- 2004年电脑商情报编辑部推荐 最佳国产单机游戏
- 2005年ChinaJoy金翎奖 玩家最喜爱PC单机游戏
- 2005年GAME STAR遊戲之星選拔 專家評審獎 最佳角色扮演遊戲
- 2005年GAME STAR遊戲之星選拔 專家評審獎 最佳製作人
- 2005年電腦玩家第八屆遊戲金像獎 玩家票選人氣單機自製遊戲
- 2005年電腦玩家第八屆遊戲金像獎 編輯評選最佳遊戲音樂

## 外部連結
- 官方网站